# Albatros Dr.II
Albatros Dr.II – niemiecki trójpłatowy samolot myśliwski z okresu I wojny światowej, zaprojektowany i zbudowany w niemieckiej wytwórni Albatros-Werke GmbH w Berlinie. Maszyna, będąca studium porównawczym z dwupłatem Albatros D.X, nie miała od niego lepszych osiągów, w związku z czym nie weszła do produkcji seryjnej.

## Historia
W 1918 roku w zakładach Albatros-Werke GmbH zbudowano prototyp samolotu myśliwskiego w oparciu o kadłub z modelu D.X i wyposażając go w trzy pary skrzydeł podobnych do zastosowanych w brytyjskim myśliwcu Sopwith Triplane. Płaty były znacznie uproszczone w stosunku do tych, które zastosowano w pierwszym trójpłacie Albatrosa (Dr.I), miały jednakowe cięciwy i połączone były parą szerokich rozpórek w kształcie litery „I”. Lotki znajdowały się na każdym skrzydle, połączone ze sobą za pomocą zastrzałów. Do napędu maszyny zastosowano 8-cylindrowy silnik w układzie V Benz Bz.IIIbo, z dwiema chłodnicami czołowymi umieszczonymi z obu stron kadłuba pomiędzy górnym a środkowym płatem. Oblatany wiosną 1918 roku myśliwiec nie miał lepszych osiągów od jego dwupłatowego protoplasty, m.in. ze względu na duży opór stawiany przez chłodnice. W związku z tym prace nad konstrukcją zostały przerwane i pozostały na etapie prototypu.

## Opis konstrukcji i dane techniczne
Albatros Dr.II był jednosilnikowym, jednoosobowym, zastrzałowym trójpłatem myśliwskim. Długość samolotu wynosiła 6,18 metra, a rozpiętość skrzydeł 10 metrów. Powierzchnia nośna wynosiła 26,6 m². Wysokość samolotu wynosiła 3,34 metra. Masa pustego płatowca wynosiła 676 kg, zaś masa startowa – 915 kg. Napęd stanowił chłodzony cieczą 8-cylindrowy silnik widlasty w układzie V Benz Bz.IIIbo o mocy 143 kW (195 KM).
Prototyp uzbrojony był w dwa stałe zsynchronizowane karabiny maszynowe LMG 08/15 kalibru 7,92 mm.